# 92579 Dwight
92579 Dwight este o planetă minoră (asteroid) din centura de asteroizi. A fost descoperită pe 31 iulie 2000 la Observatorio de Cerro Tololo⁠(d) de Marc Buie⁠(d). 
Obiectul prezintă o orbită caracterizată de o semiaxă mare de 2,4473997538154 UAi, o excentricitate de 0,24453411188358, o înclinație de 2,8178283557253 ° în raport cu ecliptica.